# Bamfurlong (Wielki Manchester)
Bamfurlong – wieś w Anglii, w hrabstwie ceremonialnym Wielki Manchester, w dystrykcie metropolitalnym Wigan. Leży 26 km na zachód od centrum miasta Manchester.